# پابلو پالاسیوس
پابلو پالاسیوس (انگلیسی: Pablo Palacios؛ زادهٔ ۵ فوریهٔ ۱۹۸۲) بازیکن فوتبال اهل اکوادور است.
از باشگاه‌هایی که در آن بازی کرده‌است می‌توان به باشگاه ورزشی بارسلونا و باشگاه فوتبال ال‌دی‌یو کیتو اشاره کرد.
وی همچنین در تیم ملی فوتبال اکوادور بازی کرده‌است.